# Куково-Бор
Ку́ково-Бор (бел. Ку́кава-Бор) — деревня в Начском сельсовете Ганцевичского района Брестской области Белоруссии. Население — 29 человек (2019).

## История
В начале XX века селение Бор в Круговичской волости Слуцкого уезда Минской губернии Российской империи. 
С 1921 года, по результатам Рижского договора, в составе Польской Республики, в гмине Круговичи Лунинецкого повята Полесского воеводства, в сентябре 1921 года в деревне было 3 двора и 22 жителя, затем с 1939 года в составе БССР, а с октября 1940 года деревня в составе Локтышского сельсовета Ганцевичского района Пинской области. 
С 30 июня 1941 года по 7 июля 1944 года деревня была оккупирована войсками Фашистской Германии. 
С 1954 года деревня в составе Начского сельсовета и Брестской области. По всесоюзной переписи 1959 года Куково-Бор — хутор, с населением 405 жителей. С 25 декабря 1962 года по 30 июля 1966 года в Ляховичском районе. По всесоюзной переписи 1970 года: Куково-Бор — деревня, с населением 361 чел..